# Emily DiDonato
Emily DiDonato (Nueva York; 24 de febrero de 1991) es una modelo estadounidense.

## Primeros años
Nacida en Goshen, Nueva York, DiDonato es de ascendencia italiana e irlandesa. Sus bisabuelos emigraron a los EE. UU. desde Italia.
Después de que un amigo de la familia le animó a perseguir su carrera como modelo, firmó con Request Model Management en 2008 y reservó trabajos como la imagen de la línea de ropa para la temporada de primavera de 2009 de Guess?, y como modelo en la colección de primavera de 2009 del anuncio "Rugby" de Ralph Lauren.

## Carrera

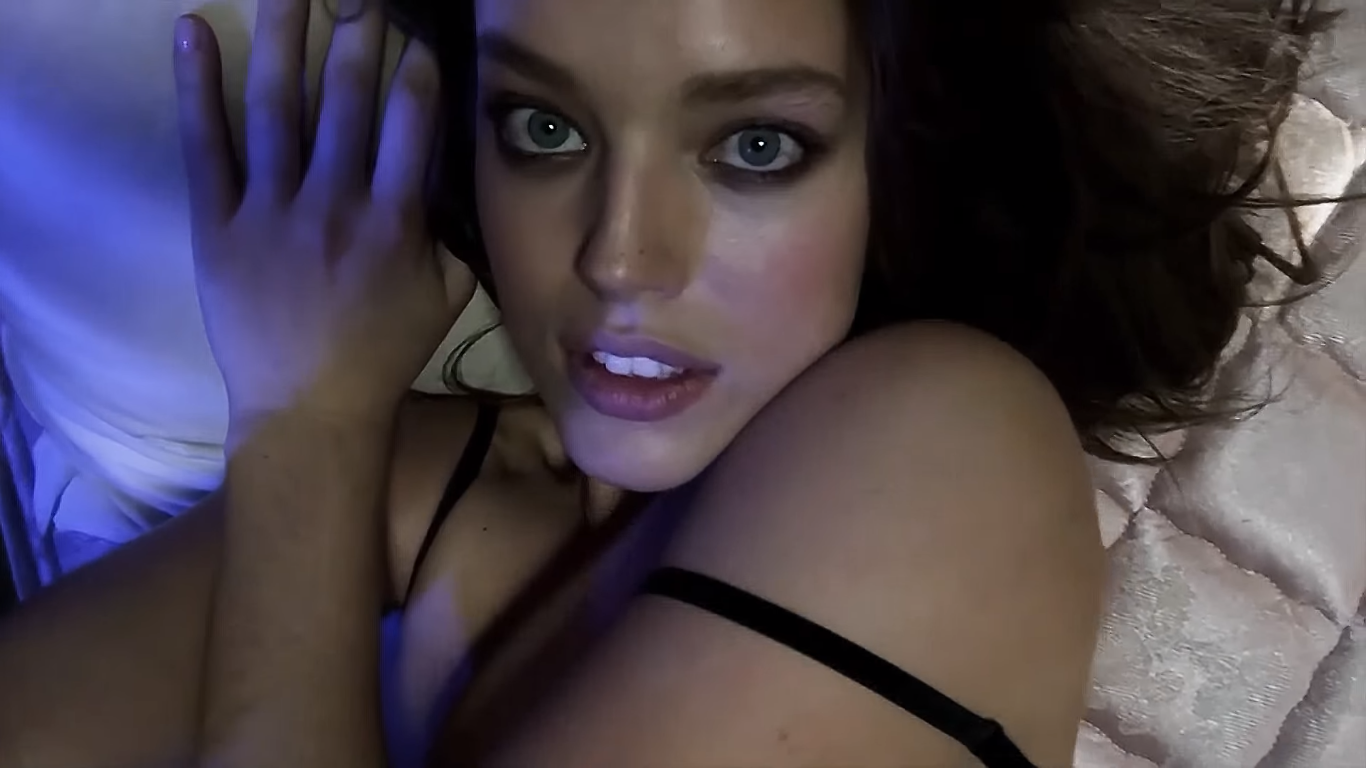
Emily DiDonato para el día 5 de Adviento 2014 de la revista LOVE por Daniel Jackson.

En mayo de 2009, firmó como la imagen de Maybelline New York, un logro notable para una modelo que se acababa de graduar en el instituto con sólo unos cuantos meses de experiencia trabajando como modelo, e hizo su debut comercial televisivo para la lína "Color Sensational Lip Color", junto a Christy Turlington, Jessica White, y Julia Stegner.  DiDonato empezó a modelar para Victoria's Secret en agosto de 2009, y apareció en su primera portada de revista en el número de octubre de 2009 de The Block.
Con anterioridad a la New York Fashion Week de 2009, Vogue Alemania la apodó como "top newcomer".
En 2010, se convirtió en la cara de la fragancia de Giorgio Armani Acqua Di Gioia. Imágenes de su campaña fueron utilizadas como portada del Informe Anual y Financiero de L'Oréal para 2010. En verano de 2013, Emily DiDonato protagonizó  una campaña publicitaria para Oysho.
Hizo su debut en Sports Illustrated Swimsuit Issue en 2013, con fotos tomadas en Namibia.

## Vida personal
Se casó con Kyle Peterson en julio de 2018.
En junio de 2021 anunció que estaba esperando  a su primera hija.Su hija nació el 23 de noviembre de 2021.